# Suad Fileković
Suad Fileković (né le 16 septembre 1978 à Ljubljana en Yougoslavie, aujourd'hui en Slovénie) est un footballeur international slovène d'origine bosnienne qui évoluait au poste de défenseur.

## Biographie

### Club
Fileković a en tout joué dans les clubs du NK Olimpija Ljubljana et du NK Maribor en PrvaLiga slovène, au NK Hajduk Split en Prva HNL croate, à l'Ergotelis FC dans le championnat de Grèce, au Royal Excelsior Mouscron en Belgique, et au FC Krylia Sovetov Samara dans le championnat de Russie.
Fileković rejoint ensuite le club anglais de Football League Championship du Barnsley FC pour y signer un contrat le 18 septembre 2009 jusqu'en janvier 2010. Il quitte le club par consentement mutuel le 23 octobre 2009.

### Sélection
Fileković a en tout depuis 2002 joué 14 matchs et n'a inscrit aucun but avec l'équipe de Slovénie.
Il fait partie de l'effectif des 23 joueurs slovènes disputant le mondial 2010 en Afrique du Sud.